# دیپ دیش
دیپ دیش (به انگلیسی: Deep Dish) نام گروه موسیقی دو دی‌جی، آمریکایی-ایرانی به نام‌های علی شیرازی‌نیا و شهرام طیبی است که به دلیل ریمیکس‌های خود از آهنگ‌های خواننده‌های جهانی به شهرت بین‌المللی رسیده‌اند.
دیپ دیش در سال ۲۰۰۴ موفّق به دریافت جایزهٔ گرمی (مهمترین جایزهٔ موسیقی آمریکا) شد.